# 271
271 је била проста година.

## Догађаји
- Након неодлучне битке, римски цар Аурелијан побеђује Вандале и протерује их из Паноније преко Дунава.
- Битка код Плацентије: Јутунги нападају Италију и пљачкају град Пјаченцу. Римска војска под командом цара Аурелијана стаје у заседу и бива поражена.
- Битка код Фана: Јутунги се крећу ка беспомоћном Риму. Аурелијан окупља своје људе и побеђује германска племена на реци Метауро, у унутрашњости Фана.
- Битка код Павије: Римска војска прогони Алемане у Ломбардији. Аурелијан затвара превоје у Алпима и окружује освајаче близу Павије. Алемани су уништени, а Аурелијан добија титулу Германик Максимус.
- Након што је Аурелијан погубио Феликисима, финансијског министра државне благајне, под оптужбом за корупцију, радници ковнице новца града Рима, уз подршку сената, поводе устанак против Аурелијана. У жестоким уличним борбама на Целијановом брду, побуњеници су поражени. Након побуне следи чистка Аурелијанових сенаторских противника, укључујући Урбана.
- Генерали лојални Аурелијану побеђују узурпаторе Септимија у Далмацији и Домицијана II у јужној Галији. Јутунгијанска инвазија је можда подстакла низ побуна.
- Аурелијан почиње изградњу новог одбрамбеног зида како би заштитио Рим. Аурелијанови зидови, дуги 19 километара, окружују град утврђењима.
- У то време, Аурелијан повећава дневну порцију хлеба у Риму на скоро 1,5 фунти и додаје свињску маст на списак намирница које се бесплатно деле становништву.
- Аурелијан побеђује готски напад на Балкан, а затим напада готску домовину. Овде поново побеђује Готе, убивши једног од њихових вођа, Канабу, који је можда Книва, Гот који је победио у бици код Абрита, у којој је цар Деције убијен.
- Аурелијан повлачи римско административно и војно присуство из Дакије (данашње Румуније), чиме рационализује дунавску границу и ослобађа ресурсе за предстојећу кампању против Зенобије.
- Викторина, цара Галског царства, убија један од његових официра, Атицијан, наводно из разлога личне освете. Наслеђује га Тетрик I, који је уздигнут уз помоћ Викторинове мајке Викторије.
- Зенобија напада Малу Азију и преузима контролу над Киликијом и Галатијом пре него што је заустављена у Витинији.
- Шапур I краљ Сасанидског царства умире, а његов наследник, његов син Хормизд I, предводи војску против номада у Согдијани, можда преузимајући команду над ратом који је почео под његовим оцем.
- Краљ Шапур I гради Академију у Гундишапуру (Иран), која постаје интелектуални центар Сасанидског царства.

### Непознат датум
- Битка код Павије (271)